# Obione
Obione (Halimione Aellen) – rodzaj roślin z rodziny szarłatowatych (Amaranthaceae), w systemach klasyfikacyjnych w XX wieku zaliczany zwykle do komosowatych (Chenopodiaceae). W dominującym w XXI wieku szerokim ujęciu rodzaju łoboda Atriplex – włączany do tego rodzaju. Należą tu trzy gatunki występujące w basenie Morza Śródziemnego oraz oddalonych od niego obszarach Eurazji. Jeden gatunek – obione szypułkowa Halimione pedunculata występował w Polsce (ma status wymarłego w kraju).

## Systematyka
Pozycja systematyczna
Wyróżniany w niektórych ujęciach systematycznych rodzaj z podrodziny Chenopodioideae. W systemach wyróżniających rodzinę komosowatych Chenopodiaceae – włączany do niej, a w systemach łączących ją z rodziną szarłatowatych Amaranthaceae – zaliczany do niej (np. system APG IV z 2016). W obrębie podrodziny klasyfikowany do plemienia Chenopodieae lub Atripliceae, w drugim wypadku wyodrębniany bywa też do podplemienia Atriplicinae. Plemię Atripliceae rozdzieliło się na dwie linie rozwojowe we wczesnym miocenie. Jedna z nich (grupa Archiatriplex) obejmuje współcześnie 8 ubogich w gatunki rodzajów o charakterze reliktowym, druga obejmuje obfitujący w gatunki rodzaj Atriplex i siostrzany rodzaj Halimione. Do rodzaju Atriplex włączane są zagnieżdżone w nim liczne drobne rodzaje (Obione, Blackiella, Haloxanthium, Neopreissia, Senniella i Theleophyton), ale często też Halimione jako sekcje Atriplex sect. Halimus i Pedicellatae.
Rodzaj Halimione pierwotnie wyodrębniony został na podstawie mających go wyróżniać podługowatych, całobrzegich i szarych liści oraz silnie powiększających się po kwitnieniu przysadek. Rośliny o podobnych cechach opisano jednak także w obrębie rodzaju Atriplex, co przy bliskim pokrewieństwie obu rodzajów stało się powodem ich łączenia. Za odrębnością rodzajów, obok potwierdzonym w analizach molekularnych DNA tworzeniem odrębnych linii rozwojowych, świadczą odnalezione synapomorfie polegające na przyrastaniu owocni do przysadek oraz nietypowej budowie łupiny nasiennej – błoniastej, składającej się z dwóch warstw komórek izodiametrycznych.
Wykaz gatunków (na drugim miejscu nazwy w ujęciu włączającym te gatunki do rodzaju Atriplex)
- Halimione pedunculata (L.) Aellen ≡ Atriplex pedunculata L. – obione szypułkowa
- Halimione portulacoides (L.) Aellen ≡ Atriplex portulacoides L.
- Halimione verrucifera (M. Bieb.) Aellen ≡ Atriplex verrucifera M.Bieb.